# Lars-Göran Arwidson
Lars-Göran Arwidson, född 4 april 1946, är en svensk före detta skidskytt. Han deltog i OS 1968, 1972 och 1976.
Vid OS 1968 i Grenoble, vann han bronsmedaljen med det svenska stafettlaget, och slutade på sjuttonde plats i distansloppet. Vid spelen i Sapporo 1972, vann han bronset i distansloppet och slutade femma i stafetten. Vid spelen 1976 slutade han tia i distansloppet och åtta i stafetten.
Sonen Tobias Arwidson är också skidskytt.